# Drosophila prosimilis
Drosophila prosimilis este o specie de muște din genul Drosophila, familia Drosophilidae, descrisă de Oswald Duda în anul 1927. Conform Catalogue of Life specia Drosophila prosimilis nu are subspecii cunoscute.